# Brian Laudrup
Brian Laudrup (Vienna, 22 febbraio 1969) è un ex calciatore danese, di ruolo centrocampista o attaccante. Con la nazionale danese si è laureato campione d'Europa nel 1992.
Considerato uno dei più forti calciatori danesi della storia del calcio, nel marzo del 2004 è stato inserito da Pelé nella FIFA 100, la lista dei 125 migliori calciatori viventi, redatta in occasione del Centenario della FIFA. Nel 2012 è inoltre entrato a far parte della Hall of fame del calcio danese.

## Biografia
È nato a Vienna nel periodo in cui il padre giocava in Austria. È il fratello minore di Michael Laudrup e come lui è figlio di Finn Laudrup. È sposato con Mette, dalla quale ha avuto un figlio e una figlia.
Il 7 settembre 2010 annuncia di essere malato di tumore e di essere in cura per una forma lieve di cancro linfatico. In un'intervista rilasciata nel 2016, ha rivelato di essere guarito grazie all'immunoterapia.

## Carriera

### Club
Esordì diciassettenne in patria nel Brøndby. Nel 1989 si trasferì in Germania all'Uerdingen 05. L'anno successivo passò al Bayern Monaco dove disputò due campionati. Giocò poi con Fiorentina (alla quale passò nel 1992 per 8 miliardi di lire) e nel Milan (l'anno successivo per 1,3 miliardi di lire) per un campionato in cui fece sporadiche apparizioni.
Passò quindi ai Rangers: in Scozia si mise bene in luce per 4 stagioni, prima di tentare l'avventura della Premier League con la maglia del Chelsea, giocandovi pochissimi mesi prima di rientrare in Danimarca per il resto della stagione al Copenaghen. Come il fratello maggiore, con il quale non giocò mai insieme se non in nazionale, concluse la carriera all'Ajax, nel 1999-2000, abbandonando il calcio all'età di trentun anni. A livello di club conta 342 gare e 84 gol (per il solo campionato).

### Nazionale
Con la maglia della nazionale danese ha partecipato a Euro 1992, in Svezia, dove la sua squadra si aggiudicò il torneo sconfiggendo per 2-0 in finale la Germania campione del mondo in carica. Tale vittoria consentì anche la partecipazione alla Confederations Cup del 1995, vinta dai danesi in finale per 2-0 contro l'Argentina.
Ha inoltre partecipato al campionato del mondo di Francia 1998, dove la sua nazionale si arrese al Brasile per 3-2 ai quarti di finale. In quell'occasione fu lui a segnare il gol del momentaneo 2-2. In nazionale disputò 82 partite segnando 21 reti.
Con la nazionale di calcio a 5 ha disputato il FIFA Futsal World Championship 1989 in cui la selezione danese è stata eliminata nel girone del primo turno comprendente Paesi Bassi, Paraguay e Algeria.

## Dopo il ritiro
Terminata la carriera da calciatore ha lavorato come opinionista per la televisione danese. Nel marzo 2019 è stato inoltre scelto come ambasciatore per il campionato d'Europa 2020.

## Statistiche

### Presenze e reti nei club
| Stagione             | Squadra              | Campionato           | Campionato | Campionato | Coppe nazionali | Coppe nazionali | Coppe nazionali | Coppe europee | Coppe europee | Coppe europee | Altre coppe | Altre coppe | Altre coppe | Totale | Totale |
| Stagione             | Squadra              | Comp                 | Pres       | Reti       | Comp            | Pres            | Reti            | Comp          | Pres          | Reti          | Comp        | Pres        | Reti        | Pres   | Reti   |
| -------------------- | -------------------- | -------------------- | ---------- | ---------- | --------------- | --------------- | --------------- | ------------- | ------------- | ------------- | ----------- | ----------- | ----------- | ------ | ------ |
| 1986                 | Brøndby              | 1D                   | 2          | 0          | CD              | ?               | ?               | -             | -             | -             | -           | -           | -           | 2      | 0      |
| 1987                 | Brøndby              | 1D                   | 24         | 11         | CD              | ?               | ?               | -             | -             | -             | -           | -           | -           | 24     | 11     |
| 1988                 | Brøndby              | 1D                   | 12         | 0          | CD              | ?               | ?               | CU            | 4             | 0             | -           | -           | -           | 16     | 0      |
| 1989                 | Brøndby              | 1D                   | 11         | 2          | CD              | ?               | ?               | -             | -             | -             | -           | -           | -           | 11     | 2      |
| Totale Brøndby       | Totale Brøndby       | Totale Brøndby       | 49         | 13         |                 | ?               | ?               |               | 4             | 0             |             | -           | -           | 53     | 13     |
| 1989-1990            | Uerdingen 05         | BL                   | 34         | 6          | CG              | 1               | 0               | -             | -             | -             | -           | -           | -           | 35     | 6      |
| 1990-1991            | Bayern Monaco        | BL                   | 33         | 9          | CG              | 1               | 0               | CC            | 7             | 0             | SG          | 1           | 0           | 42     | 9      |
| 1991-1992            | Bayern Monaco        | BL                   | 20         | 2          | CG              | 1               | 0               | CU            | 0             | 0             | -           | -           | -           | 21     | 2      |
| Totale Bayern Monaco | Totale Bayern Monaco | Totale Bayern Monaco | 53         | 11         |                 | 2               | 0               |               | 7             | 0             |             | 1           | 0           | 63     | 11     |
| 1992-1993            | Fiorentina           | A                    | 31         | 5          | CI              | 4               | 1               | -             | -             | -             | -           | -           | -           | 35     | 6      |
| 1993-1994            | Milan                | A                    | 9          | 1          | CI              | 2               | 0               | UCL           | 6             | 1             | SU          | 1           | 0           | 18     | 2      |
| 1994-1995            | Rangers              | SFL                  | 33         | 10         | SC+SLC          | 2+1             | 2+1             | UCL           | 2             | 0             | -           | -           | -           | 38     | 13     |
| 1995-1996            | Rangers              | SFL                  | 22         | 2          | SC+SLC          | 5+1             | 3+0             | UCL           | 5             | 1             | -           | -           | -           | 33     | 6      |
| 1996-1997            | Rangers              | SFL                  | 33         | 16         | SC+SLC          | 2+2             | 0+2             | UCL           | 6             | 2             | -           | -           | -           | 43     | 20     |
| 1997-1998            | Rangers              | SFL                  | 28         | 5          | SC+SLC          | 4+0             | 0+0             | UCL           | 4             | 0             | -           | -           | -           | 36     | 5      |
| Totale Rangers       | Totale Rangers       | Totale Rangers       | 116        | 33         |                 | 17              | 8               |               | 17            | 3             |             |             |             | 150    | 44     |
| 1998-1999            | Chelsea              | PL                   | 7          | 0          | FA+CdL          | 0+0             | 0+0             | CdC           | 3             | 1             | SU          | 1           | 0           | 11     | 1      |
| 1998-1999            | Copenaghen           | SL                   | 12         | 2          | CD              | ?               | ?               | -             | -             | -             | -           | -           | -           | 12     | 2      |
| 1999-2000            | Ajax                 | ED                   | 31         | 13         | CO              | 1               | 0               | CU            | 5             | 2             | SO          | 1           | 0           | 38     | 15     |
| Totale carriera      | Totale carriera      | Totale carriera      | 342        | 84         |                 | 27              | 9               |               | 42            | 7             |             | 4           | 0           | 415    | 100    |

### Cronologia presenze e reti in nazionale
| Cronologia completa delle presenze e delle reti in nazionale ― Danimarca | Cronologia completa delle presenze e delle reti in nazionale ― Danimarca | Cronologia completa delle presenze e delle reti in nazionale ― Danimarca | Cronologia completa delle presenze e delle reti in nazionale ― Danimarca | Cronologia completa delle presenze e delle reti in nazionale ― Danimarca | Cronologia completa delle presenze e delle reti in nazionale ― Danimarca | Cronologia completa delle presenze e delle reti in nazionale ― Danimarca | Cronologia completa delle presenze e delle reti in nazionale ― Danimarca |
| Data                                                                     | Città                                                                    | In casa                                                                  | Risultato                                                                | Ospiti                                                                   | Competizione                                                             | Reti                                                                     | Note                                                                     |
| ------------------------------------------------------------------------ | ------------------------------------------------------------------------ | ------------------------------------------------------------------------ | ------------------------------------------------------------------------ | ------------------------------------------------------------------------ | ------------------------------------------------------------------------ | ------------------------------------------------------------------------ | ------------------------------------------------------------------------ |
| 18-11-1987                                                               | Aarhus                                                                   | Danimarca                                                                | 0 – 1                                                                    | Germania Ovest                                                           | Amichevole                                                               | -                                                                        | 71’                                                                      |
| 30-3-1988                                                                | Osnabrück                                                                | Germania Ovest                                                           | 1 – 1                                                                    | Danimarca                                                                | Amichevole                                                               | -                                                                        | 76’                                                                      |
| 20-4-1988                                                                | Aalborg                                                                  | Danimarca                                                                | 4 – 0                                                                    | Grecia                                                                   | Amichevole                                                               | 1                                                                        |                                                                          |
| 27-4-1988                                                                | Vienna                                                                   | Austria                                                                  | 1 – 0                                                                    | Danimarca                                                                | Amichevole                                                               | -                                                                        | 62’                                                                      |
| 8-2-1989                                                                 | Ta' Qali                                                                 | Malta                                                                    | 0 – 2                                                                    | Danimarca                                                                | Amichevole                                                               | -                                                                        | 81’                                                                      |
| 10-2-1989                                                                | Ta' Qali                                                                 | Finlandia                                                                | 0 – 0                                                                    | Danimarca                                                                | Amichevole                                                               | -                                                                        |                                                                          |
| 12-2-1989                                                                | Ta' Qali                                                                 | Algeria                                                                  | 0 – 0                                                                    | Danimarca                                                                | Amichevole                                                               | -                                                                        |                                                                          |
| 22-2-1989                                                                | Pisa                                                                     | Italia                                                                   | 1 – 0                                                                    | Danimarca                                                                | Amichevole                                                               | -                                                                        |                                                                          |
| 12-4-1989                                                                | Aalborg                                                                  | Danimarca                                                                | 2 – 0                                                                    | Canada                                                                   | Amichevole                                                               | -                                                                        | 75’                                                                      |
| 26-4-1989                                                                | Sofia                                                                    | Bulgaria                                                                 | 0 – 2                                                                    | Danimarca                                                                | Qual. Mondiali 1990                                                      | 1                                                                        |                                                                          |
| 17-5-1989                                                                | Copenaghen                                                               | Danimarca                                                                | 7 – 1                                                                    | Grecia                                                                   | Qual. Mondiali 1990                                                      | 1                                                                        |                                                                          |
| 7-6-1989                                                                 | Copenaghen                                                               | Danimarca                                                                | 1 – 1                                                                    | Inghilterra                                                              | Amichevole                                                               | -                                                                        | 86’                                                                      |
| 14-6-1989                                                                | Copenaghen                                                               | Danimarca                                                                | 6 – 0                                                                    | Svezia                                                                   | Amichevole                                                               | -                                                                        | 80’                                                                      |
| 18-6-1989                                                                | Copenaghen                                                               | Danimarca                                                                | 4 – 0                                                                    | Brasile                                                                  | Amichevole                                                               | -                                                                        | 46’                                                                      |
| 6-9-1989                                                                 | Amsterdam                                                                | Paesi Bassi                                                              | 2 – 2                                                                    | Danimarca                                                                | Amichevole                                                               | -                                                                        |                                                                          |
| 11-10-1989                                                               | Copenaghen                                                               | Danimarca                                                                | 3 – 0                                                                    | Romania                                                                  | Qual. Mondiali 1990                                                      | 1                                                                        |                                                                          |
| 15-11-1989                                                               | Bucarest                                                                 | Romania                                                                  | 3 – 1                                                                    | Danimarca                                                                | Qual. Mondiali 1990                                                      | -                                                                        |                                                                          |
| 15-5-1990                                                                | Londra                                                                   | Inghilterra                                                              | 1 – 0                                                                    | Danimarca                                                                | Amichevole                                                               | -                                                                        |                                                                          |
| 11-9-1990                                                                | Copenaghen                                                               | Danimarca                                                                | 1 – 0                                                                    | Galles                                                                   | Amichevole                                                               | 1                                                                        |                                                                          |
| 10-10-1990                                                               | Copenaghen                                                               | Danimarca                                                                | 4 – 1                                                                    | Fær Øer                                                                  | Qual. Euro 1992                                                          | -                                                                        |                                                                          |
| 17-10-1990                                                               | Belfast                                                                  | Irlanda del Nord                                                         | 1 – 1                                                                    | Danimarca                                                                | Qual. Euro 1992                                                          | -                                                                        | 80’                                                                      |
| 14-11-1990                                                               | Copenaghen                                                               | Danimarca                                                                | 0 – 2                                                                    | Jugoslavia                                                               | Qual. Euro 1992                                                          | -                                                                        |                                                                          |
| 8-4-1992                                                                 | Ankara                                                                   | Turchia                                                                  | 2 – 1                                                                    | Danimarca                                                                | Amichevole                                                               | -                                                                        |                                                                          |
| 29-4-1992                                                                | Aarhus                                                                   | Danimarca                                                                | 1 – 0                                                                    | Norvegia                                                                 | Amichevole                                                               | -                                                                        | 79’                                                                      |
| 3-6-1992                                                                 | Brøndby                                                                  | Danimarca                                                                | 1 – 1                                                                    | Comunità degli Stati Indipendenti                                        | Amichevole                                                               | -                                                                        | 73’                                                                      |
| 11-6-1992                                                                | Malmö                                                                    | Danimarca                                                                | 0 – 0                                                                    | Inghilterra                                                              | Euro 1992 - 1º turno                                                     | -                                                                        |                                                                          |
| 14-6-1992                                                                | Solna                                                                    | Svezia                                                                   | 1 – 0                                                                    | Danimarca                                                                | Euro 1992 - 1º turno                                                     | -                                                                        |                                                                          |
| 17-6-1992                                                                | Malmö                                                                    | Francia                                                                  | 1 – 2                                                                    | Danimarca                                                                | Euro 1992 - 1º turno                                                     | -                                                                        | 69’                                                                      |
| 22-6-1992                                                                | Göteborg                                                                 | Paesi Bassi                                                              | 2 – 2 dts (4 - 5 dtr)                                                    | Danimarca                                                                | Euro 1992 - Semifinale                                                   | -                                                                        | 57’                                                                      |
| 26-6-1992                                                                | Göteborg                                                                 | Danimarca                                                                | 2 – 0                                                                    | Germania                                                                 | Euro 1992 - Finale                                                       | -                                                                        |                                                                          |
| 26-8-1992                                                                | Riga                                                                     | Lettonia                                                                 | 0 – 0                                                                    | Danimarca                                                                | Qual. Mondiali 1994                                                      | -                                                                        |                                                                          |
| 9-9-1992                                                                 | Copenaghen                                                               | Danimarca                                                                | 1 – 2                                                                    | Germania                                                                 | Amichevole                                                               | -                                                                        |                                                                          |
| 23-9-1992                                                                | Vilnius                                                                  | Lituania                                                                 | 0 – 0                                                                    | Danimarca                                                                | Qual. Mondiali 1994                                                      | -                                                                        |                                                                          |
| 14-10-1992                                                               | Copenaghen                                                               | Danimarca                                                                | 0 – 0                                                                    | Irlanda                                                                  | Qual. Mondiali 1994                                                      | -                                                                        |                                                                          |
| 18-11-1992                                                               | Belfast                                                                  | Irlanda del Nord                                                         | 0 – 1                                                                    | Danimarca                                                                | Qual. Mondiali 1994                                                      | -                                                                        |                                                                          |
| 24-2-1993                                                                | Mar del Plata                                                            | Argentina                                                                | 1 – 1 dts (5 - 4 dtr)                                                    | Danimarca                                                                | Coppa dei Campioni CONMEBOL-UEFA 1993                                    | -                                                                        |                                                                          |
| 31-3-1993                                                                | Copenaghen                                                               | Danimarca                                                                | 1 – 0                                                                    | Spagna                                                                   | Qual. Mondiali 1994                                                      | -                                                                        | 87’                                                                      |
| 14-4-1993                                                                | Copenaghen                                                               | Danimarca                                                                | 2 – 0                                                                    | Lettonia                                                                 | Qual. Mondiali 1994                                                      | -                                                                        |                                                                          |
| 28-4-1993                                                                | Dublino                                                                  | Irlanda                                                                  | 1 – 1                                                                    | Danimarca                                                                | Qual. Mondiali 1994                                                      | -                                                                        |                                                                          |
| 2-6-1993                                                                 | Copenaghen                                                               | Danimarca                                                                | 4 – 0                                                                    | Albania                                                                  | Qual. Mondiali 1994                                                      | -                                                                        |                                                                          |
| 25-8-1993                                                                | Copenaghen                                                               | Danimarca                                                                | 4 – 0                                                                    | Lituania                                                                 | Qual. Mondiali 1994                                                      | 1                                                                        |                                                                          |
| 8-9-1993                                                                 | Tirana                                                                   | Albania                                                                  | 0 – 1                                                                    | Danimarca                                                                | Qual. Mondiali 1994                                                      | -                                                                        |                                                                          |
| 13-10-1993                                                               | Copenaghen                                                               | Danimarca                                                                | 1 – 0                                                                    | Irlanda del Nord                                                         | Qual. Mondiali 1994                                                      | 1                                                                        |                                                                          |
| 17-11-1993                                                               | Siviglia                                                                 | Spagna                                                                   | 1 – 0                                                                    | Danimarca                                                                | Qual. Mondiali 1994                                                      | -                                                                        |                                                                          |
| 9-3-1994                                                                 | Londra                                                                   | Inghilterra                                                              | 1 – 0                                                                    | Danimarca                                                                | Amichevole                                                               | -                                                                        |                                                                          |
| 20-4-1994                                                                | Copenaghen                                                               | Danimarca                                                                | 3 – 1                                                                    | Ungheria                                                                 | Amichevole                                                               | -                                                                        | 70’                                                                      |
| 26-5-1994                                                                | Copenaghen                                                               | Danimarca                                                                | 1 – 0                                                                    | Svezia                                                                   | Amichevole                                                               | -                                                                        |                                                                          |
| 1-6-1994                                                                 | Oslo                                                                     | Norvegia                                                                 | 2 – 1                                                                    | Danimarca                                                                | Amichevole                                                               | -                                                                        |                                                                          |
| 17-8-1994                                                                | Copenaghen                                                               | Danimarca                                                                | 2 – 1                                                                    | Finlandia                                                                | Amichevole                                                               | 1                                                                        |                                                                          |
| 7-9-1994                                                                 | Skopje                                                                   | Macedonia                                                                | 1 – 1                                                                    | Danimarca                                                                | Qual. Euro 1996                                                          | -                                                                        |                                                                          |
| 12-10-1994                                                               | Copenaghen                                                               | Danimarca                                                                | 3 – 1                                                                    | Belgio                                                                   | Qual. Euro 1996                                                          | -                                                                        |                                                                          |
| 16-11-1994                                                               | Siviglia                                                                 | Spagna                                                                   | 3 – 0                                                                    | Danimarca                                                                | Qual. Euro 1996                                                          | -                                                                        |                                                                          |
| 8-1-1995                                                                 | Riyadh                                                                   | Arabia Saudita                                                           | 0 – 2                                                                    | Danimarca                                                                | Coppa re Fahd 1995 - 1º turno                                            | 1                                                                        | cap.                                                                     |
| 10-1-1995                                                                | Riyadh                                                                   | Danimarca                                                                | 1 – 1 (4 – 2 dtr)                                                        | Messico                                                                  | Coppa re Fahd 1995 - 1º turno                                            | -                                                                        |                                                                          |
| 13-1-1995                                                                | Riyadh                                                                   | Argentina                                                                | 0 – 2                                                                    | Danimarca                                                                | Coppa re Fahd 1995 - Finale                                              | -                                                                        |                                                                          |
| 29-3-1995                                                                | Limassol                                                                 | Cipro                                                                    | 1 – 1                                                                    | Danimarca                                                                | Qual. Euro 1996                                                          | -                                                                        |                                                                          |
| 26-4-1995                                                                | Copenaghen                                                               | Danimarca                                                                | 1 – 0                                                                    | Macedonia                                                                | Qual. Euro 1996                                                          | -                                                                        |                                                                          |
| 31-5-1995                                                                | Helsinki                                                                 | Finlandia                                                                | 0 – 1                                                                    | Danimarca                                                                | Amichevole                                                               | -                                                                        | cap.                                                                     |
| 7-6-1995                                                                 | Copenaghen                                                               | Danimarca                                                                | 4 – 0                                                                    | Cipro                                                                    | Qual. Euro 1996                                                          | 1                                                                        |                                                                          |
| 6-9-1995                                                                 | Bruxelles                                                                | Belgio                                                                   | 1 – 3                                                                    | Danimarca                                                                | Qual. Euro 1996                                                          | -                                                                        | 75’                                                                      |
| 27-3-1996                                                                | Monaco di Baviera                                                        | Germania                                                                 | 2 – 0                                                                    | Danimarca                                                                | Amichevole                                                               | -                                                                        |                                                                          |
| 24-4-1996                                                                | Copenaghen                                                               | Danimarca                                                                | 2 – 0                                                                    | Scozia                                                                   | Amichevole                                                               | 1                                                                        |                                                                          |
| 2-6-1996                                                                 | Copenaghen                                                               | Danimarca                                                                | 1 – 0                                                                    | Ghana                                                                    | Amichevole                                                               | -                                                                        | 76’                                                                      |
| 9-6-1996                                                                 | Sheffield                                                                | Danimarca                                                                | 1 – 1                                                                    | Portogallo                                                               | Euro 1996 - 1º turno                                                     | 1                                                                        |                                                                          |
| 16-6-1996                                                                | Sheffield                                                                | Croazia                                                                  | 3 – 0                                                                    | Danimarca                                                                | Euro 1996 - 1º turno                                                     | -                                                                        |                                                                          |
| 19-6-1996                                                                | Sheffield                                                                | Turchia                                                                  | 0 – 3                                                                    | Danimarca                                                                | Euro 1996 - 1º turno                                                     | 2                                                                        |                                                                          |
| 1-9-1996                                                                 | Lubiana                                                                  | Slovenia                                                                 | 0 – 2                                                                    | Danimarca                                                                | Qual. Mondiali 1998                                                      | -                                                                        |                                                                          |
| 9-10-1996                                                                | Copenaghen                                                               | Danimarca                                                                | 2 – 1                                                                    | Grecia                                                                   | Qual. Mondiali 1998                                                      | 1                                                                        |                                                                          |
| 29-3-1997                                                                | Spalato                                                                  | Croazia                                                                  | 1 – 1                                                                    | Danimarca                                                                | Qual. Mondiali 1998                                                      | 1                                                                        |                                                                          |
| 30-4-1997                                                                | Copenaghen                                                               | Danimarca                                                                | 4 – 0                                                                    | Slovenia                                                                 | Qual. Mondiali 1998                                                      | 1                                                                        |                                                                          |
| 8-6-1997                                                                 | Copenaghen                                                               | Danimarca                                                                | 2 – 0                                                                    | Bosnia ed Erzegovina                                                     | Qual. Mondiali 1998                                                      | -                                                                        |                                                                          |
| 10-9-1997                                                                | Copenaghen                                                               | Danimarca                                                                | 3 – 1                                                                    | Croazia                                                                  | Qual. Mondiali 1998                                                      | 1                                                                        | 61’ 83’                                                                  |
| 11-10-1997                                                               | Amarousio                                                                | Grecia                                                                   | 0 – 0                                                                    | Danimarca                                                                | Qual. Mondiali 1998                                                      | -                                                                        | 89’                                                                      |
| 25-3-1998                                                                | Glasgow                                                                  | Scozia                                                                   | 0 – 1                                                                    | Danimarca                                                                | Amichevole                                                               | 1                                                                        | 81’                                                                      |
| 22-4-1998                                                                | Copenaghen                                                               | Danimarca                                                                | 0 – 2                                                                    | Norvegia                                                                 | Amichevole                                                               | -                                                                        |                                                                          |
| 28-5-1998                                                                | Malmö                                                                    | Svezia                                                                   | 3 – 0                                                                    | Danimarca                                                                | Amichevole                                                               | -                                                                        |                                                                          |
| 5-6-1998                                                                 | Copenaghen                                                               | Danimarca                                                                | 1 – 2                                                                    | Camerun                                                                  | Amichevole                                                               | -                                                                        |                                                                          |
| 12-6-1998                                                                | Lens                                                                     | Arabia Saudita                                                           | 0 – 1                                                                    | Danimarca                                                                | Mondiali 1998 - 1º turno                                                 | -                                                                        | 83’                                                                      |
| 18-6-1998                                                                | Tolosa                                                                   | Danimarca                                                                | 1 – 1                                                                    | Sudafrica                                                                | Mondiali 1998 - 1º turno                                                 | -                                                                        |                                                                          |
| 24-6-1998                                                                | Lione                                                                    | Francia                                                                  | 2 – 1                                                                    | Danimarca                                                                | Mondiali 1998 - 1º turno                                                 | -                                                                        | 75’                                                                      |
| 28-6-1998                                                                | Saint-Denis                                                              | Danimarca                                                                | 4 – 1                                                                    | Nigeria                                                                  | Mondiali 1998 - Ottavi di finale                                         | 1                                                                        | 78’                                                                      |
| 3-7-1998                                                                 | Nantes                                                                   | Brasile                                                                  | 3 – 2                                                                    | Danimarca                                                                | Mondiali 1998 - Quarti di finale                                         | 1                                                                        |                                                                          |
| Totale                                                                   |                                                                          | Presenze                                                                 | 82                                                                       |                                                                          | Reti                                                                     | 21                                                                       |                                                                          |

## Palmarès

### Club

#### Competizioni nazionali
- Campionato danese: 2

Brøndby: 1987, 1988
- Supercoppa di Germania: 1

Bayern Monaco: 1990
- Campionato italiano: 1

Milan: 1993-1994
- Campionato scozzese: 3

Rangers: 1994-1995, 1995-1996, 1996-1997
- Coppa di Scozia: 1

Rangers: 1995-1996
- Coppa di Lega scozzese: 1

Rangers: 1996-1997

#### Competizioni internazionali
- UEFA Champions League: 1

Milan: 1993-1994
- Supercoppa UEFA: 1

Chelsea: 1998

### Nazionale
- Campionato d'Europa: 1

Svezia 1992
- Confederations Cup: 1

1995

### Individuale
- Calciatore danese dell'anno: 4

1989, 1992, 1995, 1997
- Giocatore dell'anno della SFWA: 2

1995, 1997
- Giocatore dell'anno della SPFA: 1

1995
- All Star Team del Campionato Europeo: 1

1992